# Amphissa haliaeeti
Amphissa haliaeeti är en snäckart som först beskrevs av John Gwyn Jeffreys 1867.  Amphissa haliaeeti ingår i släktet Amphissa och familjen Columbellidae. Inga underarter finns listade i Catalogue of Life.